# Günther von Etzel
Pour les articles homonymes, voir Etzel.
Franz Hermann Günther von Etzel, né le 14 décembre 1862 et décédé le 21 janvier 1948 est un Generalleutnant de la Deutsches Heer qui participe à la Première Guerre mondiale. Initialement à la tête de la 33e brigade de cavalerie, Etzel combat sur le front de l'Ouest. Il est ensuite transféré sur le front Est de 1915 à 1917 et commande plusieurs divisions de cavalerie sur le front de Galice et le front roumain. Au cours du printemps 1917, il est de retour sur le front Ouest et dirige la 11e division d'infanterie. Il combat à Noyon et dans les Flandres. Au cours de l'année 1918, il prend successivement le commandement du 17e corps d'armée puis du 18e corps d'armée avec lesquels il réalise des combats défensifs au cours de l'été puis de l'automne 1918.

## Biographie

### Famille
Günther von Etzel est né le 14 décembre 1862 à Magdebourg, ses parents sont Hermann von Etzel (1812-1883) et Augusta, née Koch (1833-1875). Il a un frère Otto (de) (1860-1934) qui sert dans l'armée avec le grade de Generalleutnant au grand quartier-général. L'oncle de Günther von Etzel est Karl von Etzel qui construit de nombreux tunnels et ponts ferroviaires principalement en Autriche. Le père de sa femme est Leopold von Klingspor un Generalleutnant vétéran et décoré de la guerre de 1870-71.

### Premières années
Etzel entre dans l'armée allemande comme cadet le 19 mars 1881 au 2e régiment à pied de la Garde. Il devient sous-lieutenant le 13 septembre 1882, il est muté le même jour au 17e régiment de dragons (de) jusqu'au 14 septembre 1893. Durant cette période, il suit des cours à l'Institut d'équitation militaire de Hanovre du 30 septembre 1887 au 13 février 1888. Le 10 septembre 1890, il est promu lieutenant.
Etzel devient adjudant au sein de la 18e brigade de cavalerie d'Altona le 14 septembre 1893. Il est ensuite muté au grand état-major à Berlin le 17 mars 1894 et promu capitaine le 22 mars 1895. Le 12 septembre 1895, il intègre l'état-major de la 25e division d'infanterie. Du 18 novembre 1897 au 16 novembre 1899, il commande une compagnie au 2e régiment de dragons (pl). Il occupe ensuite des postes au sein de l'état major de la division de cavalerie de la Garde jusqu'au 12 août 1900, puis au sein du Haut-commandement de l'armée pour l'est asiatique jusqu'au 6 août 1901 durant la révolte des Boxers. À partir de cette date, il travaille au grand état-major à Berlin. Le 19 septembre 1901, il est promu major.
Le 28 mai 1902, Etzel occupe le poste d'attaché militaire à l'ambassade allemande de Tokyo au Japon. Durant la guerre russo-japonaise de 1904-05, il suit l'Armée impériale japonaise en tant qu'observateur. Il reste au Japon jusqu'en 1906 ; il parcourt ensuite la Chine, la Corée et les Philippines.
Après son retour en Allemagne, il fut promu Oberstleutnant le 18 mai 1908 ; il prend le commandement du 14e régiment de dragons. Le 21 avril 1911, il est nommé Oberst ; il dirige à partir du 22 avril 1912 la 33e brigade de cavalerie. Il est promu generalmajor le 22 avril 1914.

### Première Guerre mondiale
Au déclenchement de la Première Guerre mondiale, Etzel commande la 33e brigade de cavalerie (de) et participe à l'offensive allemande initiale sur le front de l'Ouest. Succédant au lieutenant-général von Storch, il dirige brièvement la division de cavalerie de la Garde du 24 septembre au 3 décembre 1914 ; puis du 3 décembre 1914 au 5 mai 1915, la brigade de hussards du Corps. Entre 1915 et 1917, il dirige successivement les 3e et 2e division de cavalerie, respectivement du 3 mai 1915 au 9 août 1916 puis du 9 août 1916 au 14 mai 1917. Au cours cette période, il combat sur le front est contre les forces russes sur le front de Galice puis sur le front roumain. Au cours du mois de mai 1917, il est transféré sur le front de l'ouest où il prend le commandement de la 11e division d'infanterie dans la région de Noyon et combat également dans les Flandres. Il est promu generalleutnant le 27 janvier 1918. À partir du 23 juin 1918, il est à la tête du 17e corps d'armée et à partir du 27 août de la même année, il commande le 18e corps d'armée jusqu'à la fin du conflit.

### Après Guerre
Etzel quitte le service actif le 4 avril 1919. Il est promu à titre honorifique General der Kavallerie le jour anniversaire de la bataille de Tannenberg le 27 août 1939. Il meurt à Wiesbaden en 1948.

## Famille
Etzel épouse en juillet 1914 Wera von Klingspor (de) (née en 1895), une fille du lieutenant-général prussien Leopold von Klingspor.

## Honneurs et distinctions
- Ordre de l'Aigle rouge, 3e classe avec épée et anneau
- Ordre de la Couronne (Prusse), 3e classe avec épée
- Médaille militaire de service
- Ordre du Mérite militaire (Bavière), 3e classe
- Ordre de la Couronne de Wende
- Croix du Mérite militaire (Mecklembourg-Schwerin), 2e classe
- Croix d'honneur reussoise, 3e classe
- Ordre du Soleil levant (Japon)
- Ordre de la Couronne d'Italie
- Ordre de la Couronne de fer (Autriche), 3e classe
- Ordre de Sainte-Anne (Russie), 3e classe
- Ordre de Saint-Stanislas (Russie), 2e classe avec épée
- Croix de fer, 2e et 1re classe
- Pour le Mérite

Pour le Mérite, le 4 août 1918
avec les feuilles de chêne, le 25 octobre 1915